# ستيفن مينوت
ستيفن مينوت (بالإنجليزية: Stephen Minot)‏ (27 مايو 1927 - 1 ديسمبر 2010)؛ روائي أمريكي. درس في جامعة هارفارد.